# A Szolnoki MÁV FC 2010–2011-es szezonja
A Szolnoki MÁV FC 2010–2011-es szezonja szócikk a Szolnoki MÁV FC első számú férfi labdarúgócsapatának egy idényéről szól.

## Mérkőzések
| Színmagyarázat | Színmagyarázat |
| -------------- | -------------- |
|                | Győzelem.      |
|                | Döntetlen.     |
|                | Vereség.       |

### Monicomp Liga 2010–11

#### Őszi fordulók
| 1. forduló 2010. szeptember 4. 16:00 |

| Szolnoki MÁV          | 0 – 0               | Haladás                           |
| --------------------- | ------------------- | --------------------------------- |
| Remili 38' Ngalle 65' | (0 – 0) Jegyzőkönyv | Lengyel 21' Kenesei 85' Simon 87' |

| Tiszaligeti stadion, Szolnok Nézőszám: 1 500 Játékvezető: Takács János (magyar) |

- Elhalasztott mérkőzés.

| 2. forduló 2010. augusztus 7. 19:00 |

| Lombard Pápa | 0 – 0               | Szolnoki MÁV                                  |
| ------------ | ------------------- | --------------------------------------------- |
| Tóth 49'     | (0 – 0) Jegyzőkönyv | Cornaci 40' Hegedűs 61' Búrány 80' Ngalle 85' |

| Perutz Stadion, Pápa Nézőszám: 1 800 Játékvezető: Veizer Roland (magyar) |

| 3. forduló 2010. augusztus 14. 17:00 |

| Szolnoki MÁV                                                   | 3 – 1               | Paksi FC       |
| -------------------------------------------------------------- | ------------------- | -------------- |
| Paula 23' Remili 45' (11-esből) Lengyel 90+3' 77' Pisanjuk 45' | (2 – 0) Jegyzőkönyv | Sipeki 63' 52' |

| Tiszaligeti stadion, Szolnok Nézőszám: 2 500 Játékvezető: Kovács J. Zoltán (magyar) |

| 4. forduló 2010. augusztus 21. 20:00 |

| Kecskeméti TE                                                          | 4 – 2               | Szolnoki MÁV                                                                          |
| ---------------------------------------------------------------------- | ------------------- | ------------------------------------------------------------------------------------- |
| Simon 3' (11-esből) Litsingi 5' 43' Balogh 20' Lambulić 21' Gyagya 29' | (4 – 1) Jegyzőkönyv | Alex 16' Remili 76' (11-esből) Hegedűs 3' Pető 18' Pisanjuk 26' Búrány 52' Molnár 85′ |

| Széktói Stadion, Kecskemét Nézőszám: 2 500 Játékvezető: Szilasi Szabolcs (magyar) |

| 5. forduló 2010. augusztus 28. 17:30 |

| Szolnoki MÁV                           | 0 – 2               | Budapest Honvéd                                |
| -------------------------------------- | ------------------- | ---------------------------------------------- |
| Pető 36' Schindler 63' Hevesi-Tóth 74' | (0 – 1) Jegyzőkönyv | Sadjo 21' Rufino 88' 41' Cuerda 46' Danilo 77' |

| Tiszaligeti stadion, Szolnok Nézőszám: 3 000 Játékvezető: Bognár Tamás (magyar) |

| 6. forduló 2010. szeptember 12. 17:30 |

| Videoton                                                             | 3 – 1               | Szolnoki MÁV                          |
| -------------------------------------------------------------------- | ------------------- | ------------------------------------- |
| Lipták 52' Sándor 64' 70' Alves 77' (11-esből) Hidvégi 40' Andić 88' | (0 – 1) Jegyzőkönyv | Alex 41' (11-esből) Mile 76′ Pető 90' |

| Sóstói Stadion, Székesfehérvár Nézőszám: 2 754 Játékvezető: Oláh Gábor (magyar) Asszisztensek: Butkai Zsolt Márton Zsolt |

| 7. forduló 2010. szeptember 18. 15:00 |

| Szolnoki MÁV                        | 0 – 3               | Győri ETO                                                                    |
| ----------------------------------- | ------------------- | ---------------------------------------------------------------------------- |
| Pető 33' Hevesi-Tóth 69' Molnár 89′ | (0 – 1) Jegyzőkönyv | Koltai 37' Ceolin 51' 73' Tokody 28' Trajković 45' Dinjar 79' Pilibaitis 87′ |

| Tiszaligeti stadion, Szolnok Nézőszám: 2 000 Játékvezető: Berger József (magyar) |

| 8. forduló 2010. szeptember 24. 19:00 |

| Újpest       | 1 – 0               | Szolnoki MÁV |
| ------------ | ------------------- | ------------ |
| Balogh 90+2' | (0 – 0) Jegyzőkönyv |              |

| Szusza Ferenc Stadion, Budapest Nézőszám: zárt kapuk Játékvezető: Kovács J. Zoltán (magyar) |

| 9. forduló 2010. október 2. 13:00 |

| Szolnoki MÁV         | 0 – 4               | BFC Siófok                                         |
| -------------------- | ------------------- | -------------------------------------------------- |
| Vörös 41' Remili 89' | (0 – 2) Jegyzőkönyv | Honma 5' Lukács 8' Novák 59' Graszl 74' (11-esből) |

| Tiszaligeti stadion, Szolnok Nézőszám: 1 500 Játékvezető: Andó-Szabó Sándor (magyar) |

| 10. forduló 2010. október 16. 17:00 |

| Vasas                                          | 3 – 0               | Szolnoki MÁV                |
| ---------------------------------------------- | ------------------- | --------------------------- |
| Pető 23' (öngól) Lázok 58' 90' Phantskhava 76' | (1 – 0) Jegyzőkönyv | Hevesi-Tóth 44' Lengyel 85' |

| Illovszky Rudolf Stadion, Budapest Nézőszám: 1 500 Játékvezető: Szilasi Szabolcs (magyar) |

| 11. forduló 2010. október 23. 13:00 |

| Szolnoki MÁV                                           | 2 – 1               | MTK Budapest                                                |
| ------------------------------------------------------ | ------------------- | ----------------------------------------------------------- |
| Stanisić 17' Remili 68' (11-esből) Rézsó 50' Vörös 83' | (1 – 0) Jegyzőkönyv | Tischler 50' Sütő 67′ Kanta 70' Nikházi 77' Vukadinović 82' |

| Tiszaligeti stadion, Szolnok Nézőszám: 1 500 Játékvezető: Németh Ádám (magyar) |

| 12. forduló 2010. október 30. 15:00 |

| Ferencváros                  | 1 – 0               | Szolnoki MÁV      |
| ---------------------------- | ------------------- | ----------------- |
| Rodenbücher 63' Schembri 19' | (0 – 0) Jegyzőkönyv | Stanišić 38′, 90′ |

| Albert Flórián Stadion, Budapest Nézőszám: 3 500 Játékvezető: Berger József (magyar) |

| 13. forduló 2010. november 7. 17:30 |

| Debreceni VSC                             | 4 – 0               | Szolnoki MÁV |
| ----------------------------------------- | ------------------- | ------------ |
| Szakály 56' 70' Coulibaly 83' Simać 90+1' | (0 – 0) Jegyzőkönyv |              |

| Oláh Gábor utcai stadion, Debrecen Nézőszám: 3 000 Játékvezető: Bognár Tamás (magyar) |

| 14. forduló 2010. november 13. 13:00 |

| Szolnoki MÁV                  | 1 – 2               | Kaposvári Rákóczi                                            |
| ----------------------------- | ------------------- | ------------------------------------------------------------ |
| Ngalle 60' Pető 9' Mircea 62' | (0 – 1) Jegyzőkönyv | Szepessy 2' 90' Perić 66' Okuka 14' Hegedűs 16' Zahorecz 86' |

| Tiszaligeti stadion, Szolnok Nézőszám: 1 200 Játékvezető: Miquel Alvaro Garcia (chilei) |

| 15. forduló 2010. november 20. 16:00 |

| Zalaegerszegi TE                    | 2 – 1               | Szolnoki MÁV                                             |
| ----------------------------------- | ------------------- | -------------------------------------------------------- |
| Miljatovič 16' Kamber 52' Barna 90' | (1 – 0) Jegyzőkönyv | Remili 87' 25' Mile 34' Koós 57' Mircea 67' Pisanjuk 83′ |

| ZTE Aréna, Zalaegerszeg Nézőszám: 2 354 Játékvezető: Kovács J. Zoltán (magyar) |

| 16. forduló 2010. november 27. 16:00 |

| Haladás                                                     | 3 – 1               | Szolnoki MÁV                        |
| ----------------------------------------------------------- | ------------------- | ----------------------------------- |
| Oross 54' Nagy 61' Kenesei 80' Irhás 20' Tóth 32' Simon 48' | (0 – 0) Jegyzőkönyv | Remili 58' 64′ Antal 26' Szalai 67' |

| Rohonci úti stadion, Szombathely Nézőszám: 2 500 Játékvezető: Sulyok Gergely (magyar) |

#### Tavaszi fordulók
| 17. forduló 2011. március 8. 14:30 |

| Szolnoki MÁV              | 2 – 2               | Lombard Pápa                                     |
| ------------------------- | ------------------- | ------------------------------------------------ |
| Némedi 39' 63' (11-esből) | (1 – 1) Jegyzőkönyv | Marić 28' (11-esből) 65' Bárányos 73' Rajnay 63' |

| Tiszaligeti stadion, Szolnok Nézőszám: 450 Játékvezető: Takács János (magyar) |

- Elhalasztott mérkőzés.

| 18. forduló 2011. március 5. 14:30 |

| Paksi FC                       | 3 – 1               | Szolnoki MÁV           |
| ------------------------------ | ------------------- | ---------------------- |
| Böde 6' Bartha 16' Montvai 52' | (2 – 1) Jegyzőkönyv | Némedi 27' Miličić 70' |

| Fehérvári úti stadion, Paks Nézőszám: 1 000 Játékvezető: Radványi Ádám (magyar) |

| 19. forduló 2011. március 12. 14:30 |

| Szolnoki MÁV                                     | 2 – 1               | Kecskeméti TE                                         |
| ------------------------------------------------ | ------------------- | ----------------------------------------------------- |
| Remili 20' (11-esből) 26' Miličić 30' Némedi 36' | (2 – 0) Jegyzőkönyv | Tököli 58' Ribánszki 19' Alempijević 25' Litsingi 77' |

| Tiszaligeti stadion, Szolnok Nézőszám: 1 800 Játékvezető: Szilasi Szabolcs (magyar) |

| 20. forduló 2011. március 19. 17:00 |

| Budapest Honvéd | 0 – 0               | Szolnoki MÁV |
| --------------- | ------------------- | ------------ |
| Fieber 76'      | (0 – 0) Jegyzőkönyv |              |

| Bozsik József Stadion, Budapest Nézőszám: 500 Játékvezető: Veizer Roland (magyar) |

| 21. forduló 2011. április 2. 15:00 |

| Szolnoki MÁV                      | 1 – 1               | Videoton                |
| --------------------------------- | ------------------- | ----------------------- |
| Zsolnai 15' Durović 49' Jokić 55' | (1 – 1) Jegyzőkönyv | Alves 33' Gosztonyi 11' |

| Tiszaligeti stadion, Szolnok Nézőszám: 2 000 Játékvezető: Oláh Gábor (magyar) Asszisztensek: Albert István Butkai Zsolt |

| 22. forduló 2011. április 9. 17:30 |

| Győri ETO                                                                        | 4 – 2               | Szolnoki MÁV                                                      |
| -------------------------------------------------------------------------------- | ------------------- | ----------------------------------------------------------------- |
| Dinjar 31' Ji-Paraná 54' Đorđević 90+1' Dudás 90+2' 90+2' Fehér 23' Völgyi 90+1' | (1 – 0) Jegyzőkönyv | Némedi 50' Durović 88' Remili 45' Miličić 54' Ngalle 83′ Máté 87' |

| ETO Park, Győr Nézőszám: 2 000 Játékvezető: Kovács J. Zoltán (magyar) |

| 23. forduló 2011. április 15. 17:00 |

| Szolnoki MÁV                      | 1 – 0               | Újpest               |
| --------------------------------- | ------------------- | -------------------- |
| Fitos 31' Lengyel 36' Durović 45' | (1 – 0) Jegyzőkönyv | Lázár 38' Tajthy 90' |

| Tiszaligeti stadion, Szolnok Nézőszám: 1 500 Játékvezető: Radványi Ádám (magyar) |

| 24. forduló 2011. április 23. 17:00 |

| BFC Siófok                | 1 – 1               | Szolnoki MÁV |
| ------------------------- | ------------------- | ------------ |
| Délczeg 74' Mogyorósi 20' | (0 – 1) Jegyzőkönyv | Miličić 35'  |

| Révész Géza utcai stadion, Siófok Nézőszám: 1 000 Játékvezető: Solymosi Péter (magyar) |

| 25. forduló 2011. április 27. 17:00 |

| Szolnoki MÁV                        | 0 – 1               | Vasas                                            |
| ----------------------------------- | ------------------- | ------------------------------------------------ |
| Vukomanović 51' Jokić 63' Fitos 85' | (0 – 1) Jegyzőkönyv | Ferenczi 19' Szilágyi 39' Gáspár 61' Ponczók 80' |

| Tiszaligeti stadion, Szolnok Nézőszám: 1 200 Játékvezető: Takács János (magyar) |

| 26. forduló 2011. április 30. 18:00 |

| MTK Budapest       | 1 – 0               | Szolnoki MÁV  |
| ------------------ | ------------------- | ------------- |
| Pál 35' Pátkai 16' | (1 – 0) Jegyzőkönyv | Miličić 90+1' |

| Hidegkuti Nándor Stadion, Budapest Nézőszám: 700 Játékvezető: Szabó Zsolt (magyar) |

| 27. forduló 2011. május 7. 15:00 |

| Szolnoki MÁV                                                 | 2 – 3               | Ferencváros                                                              |
| ------------------------------------------------------------ | ------------------- | ------------------------------------------------------------------------ |
| Zsolnai 22' 45' Gošić 26' Đurović 41' Lengyel 53' Némedi 64' | (2 – 3) Jegyzőkönyv | Pölöskey 20' Schembri 23' Rósa 42' (11-esből) 60' Júnior 79' Morales 90' |

| Tiszaligeti stadion, Szolnok Nézőszám: 3 000 Játékvezető: Berger József (magyar) |

| 28. forduló 2011. május 10. 17:30 |

| Szolnoki MÁV                                         | 1 – 2               | Debreceni VSC                      |
| ---------------------------------------------------- | ------------------- | ---------------------------------- |
| Hervé Tchami 49' Durović 43' Szalai 63' Némedi 90+1' | (0 – 2) Jegyzőkönyv | Szakály 9' Coulibaly 19' Ramos 64' |

| Tiszaligeti stadion, Szolnok Nézőszám: 1 000 Játékvezető: Farkas Ádám (magyar) |

| 29. forduló 2011. május 14. 19:00 |

| Kaposvári Rákóczi | 0 – 1               | Szolnoki MÁV                          |
| ----------------- | ------------------- | ------------------------------------- |
| Okuka 65'         | (0 – 0) Jegyzőkönyv | Hervé Tchami 66' Némedi 43' Jokić 83' |

| Rákóczi Stadion, Kaposvár Nézőszám: 2 200 Játékvezető: Gaál Gyöngyi (magyar) |

| 30. forduló 2011. május 22. 17:30 |

| Szolnoki MÁV          | 1 – 3               | Zalaegerszegi TE                                                                |
| --------------------- | ------------------- | ------------------------------------------------------------------------------- |
| Miličić 53' Jokić 28' | (0 – 2) Jegyzőkönyv | Kamber 21' 38' Balázs 41' Máté 61' (öngól) Miljatovič 39' Horváth 72' Varga 79' |

| Tiszaligeti stadion, Szolnok Nézőszám: 1 000 Játékvezető: Radványi Ádám (magyar) |

#### Végeredmény
| #   | Csapat              | M  | GY | D  | V  | G+ – G– | GK  | P                                                      | Megjegyzések                                   |
| --- | ------------------- | -- | -- | -- | -- | ------- | --- | ------------------------------------------------------ | ---------------------------------------------- |
| 1.  | Videoton (B)        | 30 | 18 | 7  | 5  | 59–29   | +30 | 61                                                     | 2011–2012-es Bajnokok Ligája – 2. selejtezőkör |
| 2.  | Paksi FC            | 30 | 17 | 5  | 8  | 54–38   | +16 | 56                                                     | 2011–2012-es Európa-liga – 1. selejtezőkör     |
| 3.  | Ferencváros         | 30 | 15 | 5  | 10 | 50–43   | +7  | 50                                                     | 2011–2012-es Európa-liga – 1. selejtezőkör     |
| 4.  | Zalaegerszegi TE    | 30 | 14 | 6  | 10 | 51–47   | +4  | 48 \|rowspan="8" style="background-color: #fafafa;" \| |                                                |
| 5.  | Debreceni VSCCV, K  | 30 | 12 | 10 | 8  | 53–43   | +10 | 46                                                     |                                                |
| 6.  | Újpest              | 30 | 13 | 6  | 11 | 50–38   | +12 | 45                                                     |                                                |
| 7.  | Kaposvári Rákóczi   | 30 | 13 | 4  | 13 | 41–42   | −1  | 43                                                     |                                                |
| 8.  | Haladás             | 30 | 11 | 8  | 11 | 42–36   | +6  | 41                                                     |                                                |
| 9.  | Győri ETO           | 30 | 10 | 11 | 9  | 40–35   | +5  | 41                                                     |                                                |
| 10. | Budapest Honvéd     | 30 | 11 | 7  | 12 | 36–39   | −3  | 40                                                     |                                                |
| 11. | Vasas SC            | 30 | 11 | 7  | 12 | 34–46   | −12 | 40                                                     |                                                |
| 12. | Kecskeméti TE (KGY) | 30 | 11 | 3  | 16 | 51–56   | −5  | 36                                                     | 2011–2012-es Európa-liga – 2. selejtezőkör1    |
| 13. | Lombard Pápa        | 30 | 10 | 5  | 15 | 39–52   | −13 | 35 \|rowspan="2" style="background-color: #fafafa;" \| |                                                |
| 14. | BFC SiófokÚ         | 30 | 8  | 10 | 12 | 29–41   | −12 | 34                                                     |                                                |
| 15. | MTK Budapest (K)    | 30 | 8  | 6  | 16 | 35–49   | −14 | 30                                                     | NB II                                          |
| 16. | Szolnoki MÁVÚ (K)   | 30 | 5  | 6  | 19 | 26–56   | −30 | 21                                                     | NB II                                          |

Utolsó frissítés: 2011. május 22. 
Forrás: MLSZ adatbank 
A rangsorolás alapszabályai: 1. összpontszám, 2. győzelmek száma, 3. gólkülönbség, 4. szerzett gólok száma, 5. egymás elleni eredmények összpontszáma,  6. egymás elleni eredmények gólkülönbsége, 7. egymás elleni eredmények szerzett góljainak száma, 8. egymás elleni eredmények idegenben szerzett góljainak száma.
1 A Kecskeméti TE a 2011–2012-es Európa-liga 2. selejtezőkörében indulhat, kupagyőztesként.
(B): Bajnokcsapat, (K): Kieső csapat, (F): Feljutó csapat, (I): Kupainduló, (R): A rájátszás győztese, (KGY): Kupagyőztes

#### Eredmények összesítése
Az alábbi táblázatban összesítve szerepelnek a Szolnoki MÁV FC 2010/11-es bajnokságban elért eredményei.
| Ősz/tavasz (forduló)    | Otthon | Otthon | Otthon | Otthon | Otthon | Otthon | Otthon | Idegenben | Idegenben | Idegenben | Idegenben | Idegenben | Idegenben | Idegenben |
| Ősz/tavasz (forduló)    | M      | GY     | D      | V      | LG–KG  | GK     | P      | M         | GY        | D         | V         | LG–KG     | GK        | P         |
| ----------------------- | ------ | ------ | ------ | ------ | ------ | ------ | ------ | --------- | --------- | --------- | --------- | --------- | --------- | --------- |
| Őszi szezon (1–16.)     | 7      | 2      | 1      | 4      | 6–13   | –7     | 7      | 9         | 0         | 1         | 8         | 5–21      | –16       | 1         |
| Tavaszi szezon (17–30.) | 8      | 2      | 2      | 4      | 10–13  | –3     | 8      | 6         | 1         | 2         | 3         | 5–9       | –4        | 5         |
| Összesen (1–30.)        | 15     | 4      | 3      | 8      | 16–26  | –10    | 15     | 15        | 1         | 3         | 11        | 10–30     | –20       | 6         |

#### Helyezések fordulónként
| Forduló  | 1 | 2  | 3  | 4  | 5  | 6  | 7  | 8  | 9  | 10 | 11 | 12 | 13 | 14 | 15 | 16 | 17 | 18 | 19 | 20 | 21 | 22 | 23 | 24 | 25 | 26 | 27 | 28 | 29 | 30 |
| -------- | - | -- | -- | -- | -- | -- | -- | -- | -- | -- | -- | -- | -- | -- | -- | -- | -- | -- | -- | -- | -- | -- | -- | -- | -- | -- | -- | -- | -- | -- |
| Helyszín | O | I  | O  | I  | O  | I  | O  | I  | O  | I  | O  | I  | I  | O  | I  | I  | O  | I  | O  | I  | O  | I  | O  | I  | O  | I  | O  | O  | I  | O  |
| Eredmény | D | D  | GY | V  | V  | V  | V  | V  | V  | V  | GY | V  | V  | V  | V  | V  | D  | V  | GY | D  | D  | V  | GY | D  | V  | V  | V  | V  | GY | V  |
| Helyezés | 9 | 10 | 7  | 10 | 11 | 13 | 15 | 15 | 15 | 15 | 15 | 15 | 16 | 16 | 16 | 16 | 16 | 16 | 16 | 16 | 16 | 16 | 16 | 16 | 16 | 16 | 16 | 16 | 16 | 16 |

Helyszín: O = Otthon; I = Idegenben. Eredmény: GY = Győzelem; D = Döntetlen; V = Vereség.

### Magyar kupa
| 3. forduló 2010. szeptember 21. 15:30 |

| Tisza Volán SC                                                          | 2 – 1               | Szolnoki MÁV                       |
| ----------------------------------------------------------------------- | ------------------- | ---------------------------------- |
| Mészáros 11' Völgyi 88' Huszárik 21' Beretka 45' Buzási 68' Czirják 71' | (1 – 0) Jegyzőkönyv | Pisanjuk 50' 90+3′ Hevesi-Tóth 69' |

| Nézőszám: 250 Játékvezető: Böcskei Balázs (magyar) |

### Ligakupa

#### Csoportkör (A csoport)
| 2010. július 24. 17:00 |

| Budapest Honvéd                  | 1 – 2               | Szolnoki MÁV                          |
| -------------------------------- | ------------------- | ------------------------------------- |
| Jammeh 32' Cséke 38' Horváth 67' | (1 – 0) Jegyzőkönyv | Koós 60' Pető 70' Mile 22' Búrány 52' |

| Bozsik József Stadion, Budapest Játékvezető: Takács János (magyar) |

| 2010. november 3. 13:00 |

| Szolnoki MÁV       | 1 – 1               | Kecskeméti TE           |
| ------------------ | ------------------- | ----------------------- |
| Koós 58' Antal 23' | (0 – 0) Jegyzőkönyv | Csordás 90+1' Szabó 70' |

| Tiszaligeti stadion, Szolnok Játékvezető: Gaál Gyöngyi (magyar) |

| 2010. november 24. 13:00 |

| Kecskeméti TE                                  | 4 – 0               | Szolnoki MÁV                         |
| ---------------------------------------------- | ------------------- | ------------------------------------ |
| Dosso 30' 55' Savić 59' Litsingi 70' Ebala 32' | (1 – 0) Jegyzőkönyv | Hevesi-Tóth 27' Tarczy 58' Antal 73' |

| Széktói Stadion, Kecskemét Játékvezető: Szőts Gergely (magyar) |

| 2010. december 1. 12:45 |

| Szolnoki MÁV                                                | 3 – 4               | Budapest Honvéd             |
| ----------------------------------------------------------- | ------------------- | --------------------------- |
| Remili 33' Ngalle 43' Hevesi-Tóth 63' Rokszin 42' Vörös 90′ | (2 – 1) Jegyzőkönyv | Rufino 21' 47' 60' Nagy 76' |

| Tiszaligeti stadion, Szolnok Játékvezető: Urbán Eszter (magyar) |

#### Az A csoport végeredménye
| Színmagyarázat | Színmagyarázat                                                 |
| -------------- | -------------------------------------------------------------- |
|                | A csoportelső bejutott a negyeddöntőbe.                        |
|                | A csoport többi helyezettje nem folytathatta a kupaszereplést. |

| Csapat          | M | Gy | D | V | G+ | G– | Gk | P  |
| --------------- | - | -- | - | - | -- | -- | -- | -- |
| Kecskeméti TE   | 4 | 3  | 1 | 0 | 11 | 3  | +8 | 10 |
| Szolnoki MÁV    | 4 | 1  | 1 | 2 | 6  | 10 | –4 | 4  |
| Budapest Honvéd | 4 | 1  | 0 | 3 | 7  | 11 | –4 | 3  |